# ستيبان ميلينكوف
ستيبان ميلينكوف (الروسية: Мельников, Степан Кириллович) هو لاعب كرة قدم روسي في مركز الوسط، ولد في 25 أبريل 2002 في موسكو في روسيا. لعب مع سبارتاك موسكو.

## وصلات خارجية
- ستيبان ميلينكوف على موقع قاعدة بيانات كرة القدم.إي يو (الإنجليزية)
- ستيبان ميلينكوف على موقع Soccerway.com (الإنجليزية)
- ستيبان ميلينكوف على موقع عالم كرة القدم.نت (الإنجليزية)